# HD 106926
HD 106926，又名BD+15 2442，SAO 100023、HR 4676，是一颗恒星，视星等为6.34，位于銀經268.05，銀緯75.68，其B1900.0坐标为赤經12h 12m 39.1s，赤緯+15° 75.68′ 5″。